# Ендреј Блач
Ендреј Блач (енгл. Andray Blatche; Сиракјус, Њујорк, 22. август 1986) је америчко-филипински кошаркаш. Игра на позицијама крилног центра и центра, а тренутно је без ангажмана.

## Успеси

### Клупски
- Азијско првенство:  2015.